# 柳川かおり
栁川 かおり（やながわ かおり、1976年10月18日 - ）は、新潟県出身の日本の料理家、医師。既婚者。一女一男の母。

## 概要

### 人物
現役医師であり、料理家。2016年より地元新潟で「クッキング&フォトレッスン」を毎月開催。

### 得意料理
ストック（作り置き）、たれ・ソース

## 経歴

### 企業レシピ開発
- かどや製油株式会社
- マリンフード株式会社
- シマダヤ株式会社
- ヤマキ株式会社
- 一正蒲鉾株式会社
- 国分グループ本社
- 三井製糖株式会社
- 株式会社デルタインターナショナル
- 株式会社クレハ[1]
- 株式会社ニトリ

### TV出演
- 日本テレビ「ヒルナンデス!」（2012年1月～現在）「レシピの女王シーズン2」優勝（2012年9月）

### 雑誌・連載
- サンキュ!（ベネッセ）
- レタスクラブ（KADOKAWA）
- ぽるたーた　新潟版（求人ジャーナル）（2015年～）
- はっぴーまま　新潟版（2016年～）

### 著書
- 『Cho-cocoさんちの毎日Happyおかず』（主婦と生活社、2013年11月7日、ISBN 978-4-391-63514-0）
- 『まいにち楽しいおうちごはん。』（日本テレビ出版、2013年10月21日、ISBN 978-4820301394）
- 『Simple Happyごはん。』（宝島社、2013年1月29日、ISBN 978-4-8002-0606-0）
- 『まいにち食べたいおうちごはん。』（日本テレビ出版、2012年12月3日、ISBN 978-4820301103）
- 『Every Table』[2]（主婦の友社、2016年03月24日、ISBN 9784074150434）
- 『ストウブレシピ100』（学研プラス、2017年11月02日、ISBN 978-4-05-800831-7）
- 『カラダにうれしい毎日ごはん。』[3]（東京ニュース通信社、2020年6月1日、ISBN 978-4065196687）
- 『いつものおかずがぐっとこなれる　簡単ひと手間　共働きごはん』[4]（講談社、2021年12月11日、ISBN 978-4-06-526599-4）
- 『100万人のお墨付き』（主婦の友社）

### 商品開発
- 株式会社ノリタケカンパニーリミテド 食器シリーズ　hagumi